# Cnematoplatys sumatrana
Cnematoplatys sumatrana är en skalbaggsart som beskrevs av Vladimir Balthasar 1967. Cnematoplatys sumatrana ingår i släktet Cnematoplatys och familjen Aphodiidae. Inga underarter finns listade i Catalogue of Life.